# Сельцо (Закарпатская область)
Сельцо (укр. Сільце) — село в Каменской сельской общине Береговского района Закарпатской области Украины.
Население по переписи 2001 года составляло 3112 человека. Занимает площадь 3,11 км².

## Персоналии
- Фущич Вильгельм Ильич (1936—1997) — советский и украинский математик.